# Грей-Брукс, Наташа
Наташа Грей-Брукс (англ. Natasha "Shanny" Grey-Brookes; род. 26 октября 1981, Бастер) — адвокат и политический деятель Сент-Китса и Невиса. Лидер партии «Движение народного действия» (PAM) с 2024 года. Пятый по счёту лидер и первая женщина на этом посту. Первая в истории Сент-Китса женщина, ставшая лидером политической партии.

## Биография
Родилась 26 октября 1981 года в районе Ньютаун в Восточном Бастере.
В 2010 году окончила Университет Хаддерсфилда, где получила степень бакалавра права (LLB) с отличием. В 2011 году окончила программу последипломного образования в области профессиональных юридических навыков в Школе права Лондонского городского университета. Продолжила обучение в Юридической школе имени Нормана Мэнли в Моне на Ямайке, которую окончила в 2012 году с получением сертификата (Legal Education Certificate, LEC).
Является по профессии адвокатом (attorney-at-law). В июле 2011 года принята в Адвокатскую коллегию Англии и Уэльса. В июле 2012 года принята в Адвокатскую коллегию Сент-Китса и Невиса.
Является ведущим адвокатом в юридической фирме Grey's Legal Chambers (GLC) в Бастере. Также является нотариусом.

## Политическая карьера
Вступила в молодёжную организацию «Движения народного действия». В течение десятилетий занимала различные должности в руководстве партии, в том числе заместителя политического лидера.
В апреле 2019 года избрана генеральным секретарём партии.
Баллотировалась на парламентских выборах 5 августа 2022 в одномандатном избирательном округе Сент-Китс-1 (Восточный Бастер), но переизбрался Джеффри Хэнли от Лейбористской партии.
2 июня 2024 года на внутренних выборах избрана лидером партии «Движение народного действия» (PAM). Стала пятым по счёту лидером и первой женщиной на этой посту за почти 60 лет истории партии, основанной в январе 1965 года. Утверждена на 58-м ежегодном партийном съезде 9 июня. Первая в истории Сент-Китса женщина, ставшая лидером политической партии.

## Личная жизнь
Замужем.